# Santuário do Senhor da Serra

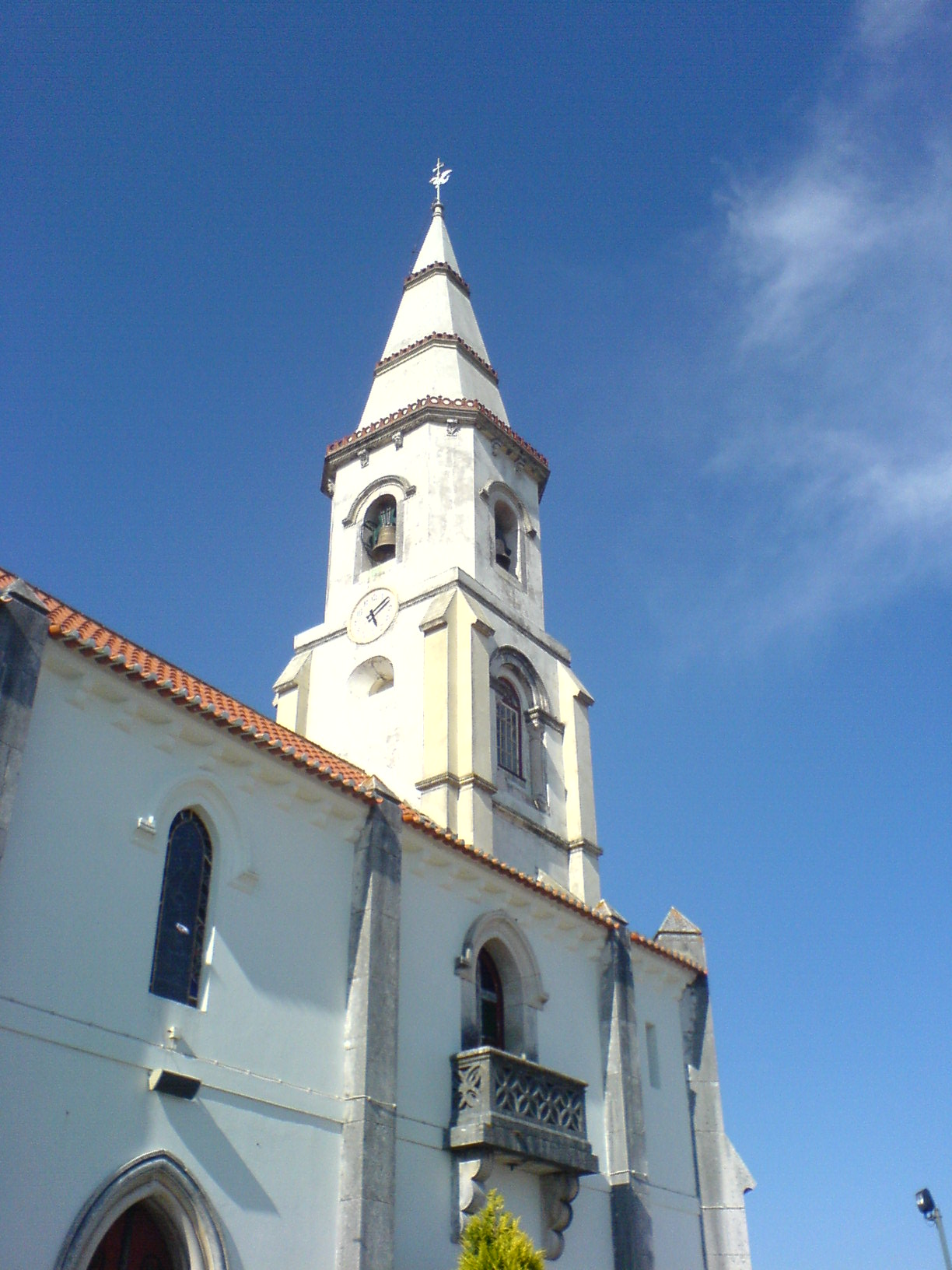
Santuário do Senhor da Serra

O Santuário do Senhor da Serra, também referido como Mosteiro do Senhor da Serra e Capela do Senhor da Serra, é um local de culto localizado no lugar de Senhor da Serra, na freguesia de Semide e Rio Vide, no Município de Miranda do Corvo.
Está classificado como Monumento de Interesse Público desde 2013.

## História
As origens do Santuário do Senhor da Serra estão intimamente relacionadas com a imagem do Santo Cristo colocada onde hoje se ergue a cruz da serra.
Todavia, favorecido por este lugar privilegiado, foi construída pelas freiras de Semide uma capelinha, mandada fazer entre 1653 e 1663, a qual serviu ainda para albergar a imagem do Santo Cristo, cada vez mais visitada devido à fama crescente de milagres.
Foi esta afluência de romeiros conjugada com o aumento do número de habitantes que impôs a construção do actual Santuário do Senhor da Serra.
A iniciativa do actual templo pertenceu ao bispo-conde D. Manuel Correia de Bastos Pina, que nomeou a primeira comissão administrativa da capela em 1897. As obras começaram pelas hospedarias (1899-1900). As da igreja iniciaram-se em 1901, estando concluído o corpo da capela e a torre em Agosto de 1904.
A vinte e um de Agosto de 1896, expirou, no Convento de Semide, D. Maria dos Prazeres Pereira Dias, última freira professa, e, com a morte dela, passou a Capela a ser administrada pelos empregados da fazenda do concelho de Miranda do Corvo, até Agosto de 1897. Neste ano, uma portaria do governo, pelo Ministério da Fazenda, autorizava o Prelado de Coimbra, D. Manoel Correia de Bastos Pina, a nomear uma comissão que recebesse as esmolas do Senhor da Serra e as administrasse. Essa comissão, nomeada a 11 de Agosto de 1897 veio a ser substituída por outra (…). Foi esta comissão que teve a honra de levar a efeito a construção da Capela actual. A 29 de Abril de 1899 resolveu a Comissão começar a obra das hospedarias que ficaram concluídas em 1900”. "O Divino Senhor da Serra", Capítulo VIII, pág 87, de Senhor Padre Campos Neves.
A capela é uma obra produto das diversas actividades artesanais que se desenvolveram em Coimbra, no fim do século XIX e no princípio do XX, em redor da Escola Livre das Artes do Desenho. O traçado é, ele próprio, uma fusão de elementos neo - góticos e românicos -, com predomínio destes, inspirados nos monumentos de Coimbra.

## Arquitectura
Tem uma só nave. A torre ergue-se a meio da frontaria, rasgando-se na base o portal e rematando ela em pirâmide. A capela-mor, poligonal, é de tipo nitidamente românico.
Lá dentro podemos apreciar o altar-mor dourado que foi executado pelos alunos da antiga Escola Industrial Brotero em Coimbra sob orientação de João Machado, tal como os belíssimos vitrais, estes sob a direcção do prof. Lapierre.
Outros pormenores de enorme interesse são os azulejos que revestem as paredes, os quais constituem representações de cenas da vida de Jesus, os altares laterais, provenientes Capela da Misericórdia de Coimbra, a pintura do Tecto, obra do pintor Eliseu de Coimbra e o púlpito de pau preto, que constitui uma obra do século XVII, originário da Sé Velha de Coimbra.